# 布爾布爾冰川
布爾布爾冰川（英語：Bulbur Glacier），是南極洲的冰川，位於埃爾斯沃思地的瑟斯頓島中南部，流經博克岩西面，最終注入奧多德灣，現時由南極條約體系管理。